# Блайбург
Бла́йбург, или Плиберк (нем. Bleiburg, словен. Pliberk) — город в Австрии, в федеральной земле Каринтия.
Входит в состав округа Фёлькермаркт. Население составляет 3988 человек (на 31 декабря 2005 года). Занимает площадь 69,72 км². Официальный код — 2 08 01.
Город получил печальную известность в истории в связи с событиями Блайбургской бойни 1945 года, когда войска югославских партизан устроили массовое уничтожение бежавших в Австрию хорватских усташей и словенских коллаборационистов.

## Демография
Согласно переписи населения 2001 года муниципалитет города блайбург 4083 жителей, из них 64.6% являются австрийцами, 30,4% каринтийскими словенцами и 2,5 % боснийцами. 
В городе 92,2% исповедуют католицизм, 1,7% - православие и 1,6% - ислам. 4.5% не имеют религиозной принадлежности.

## Фотографии

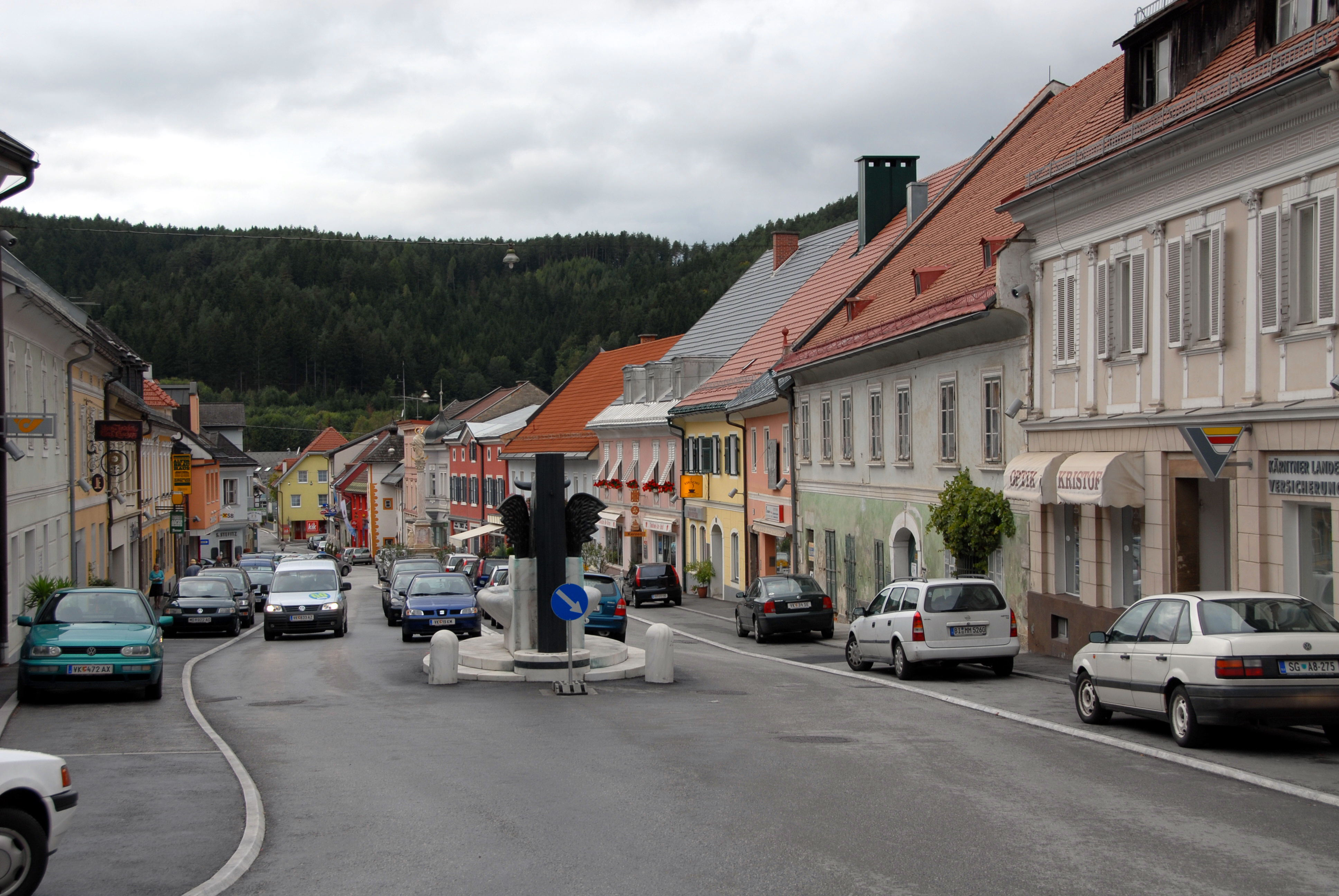
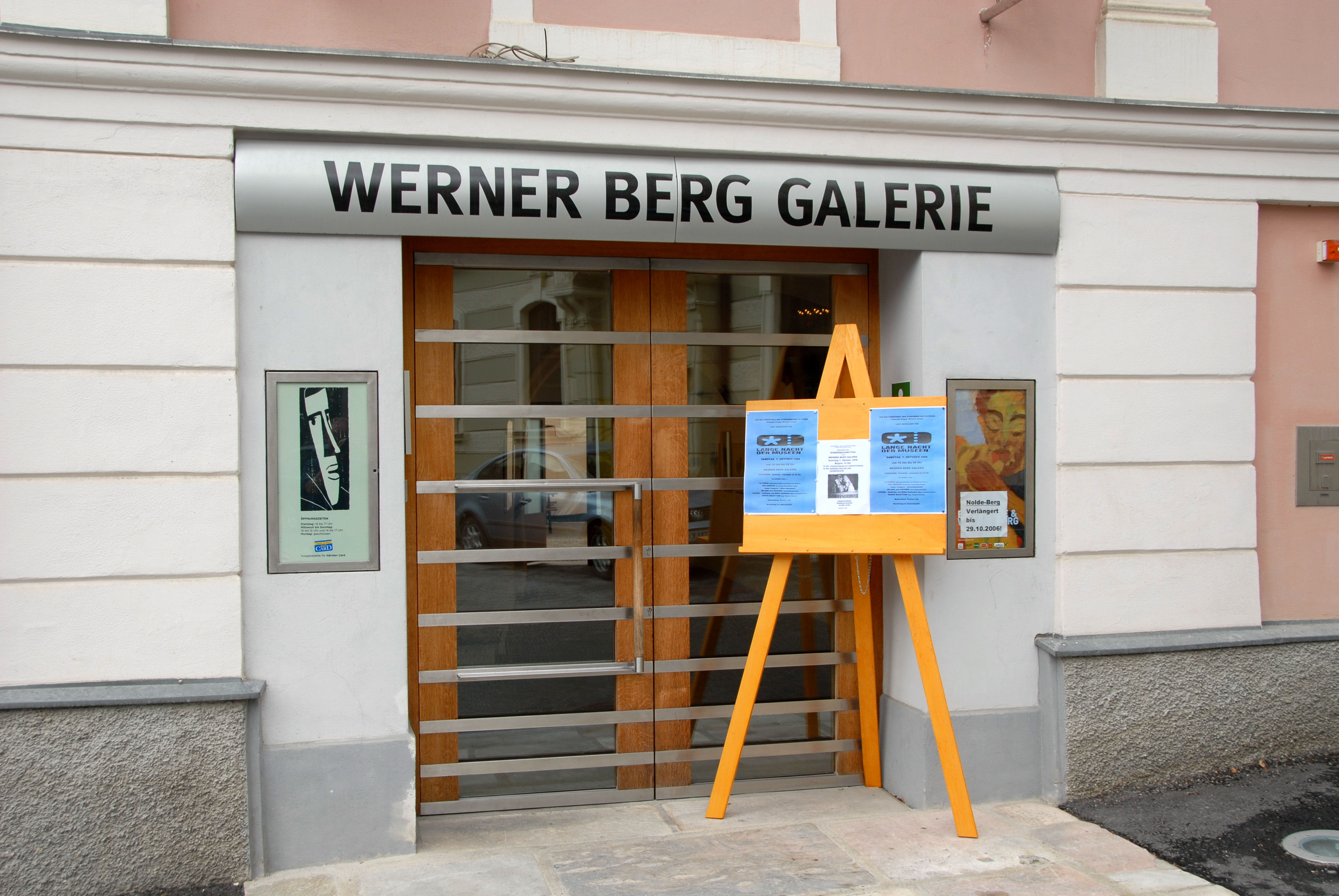
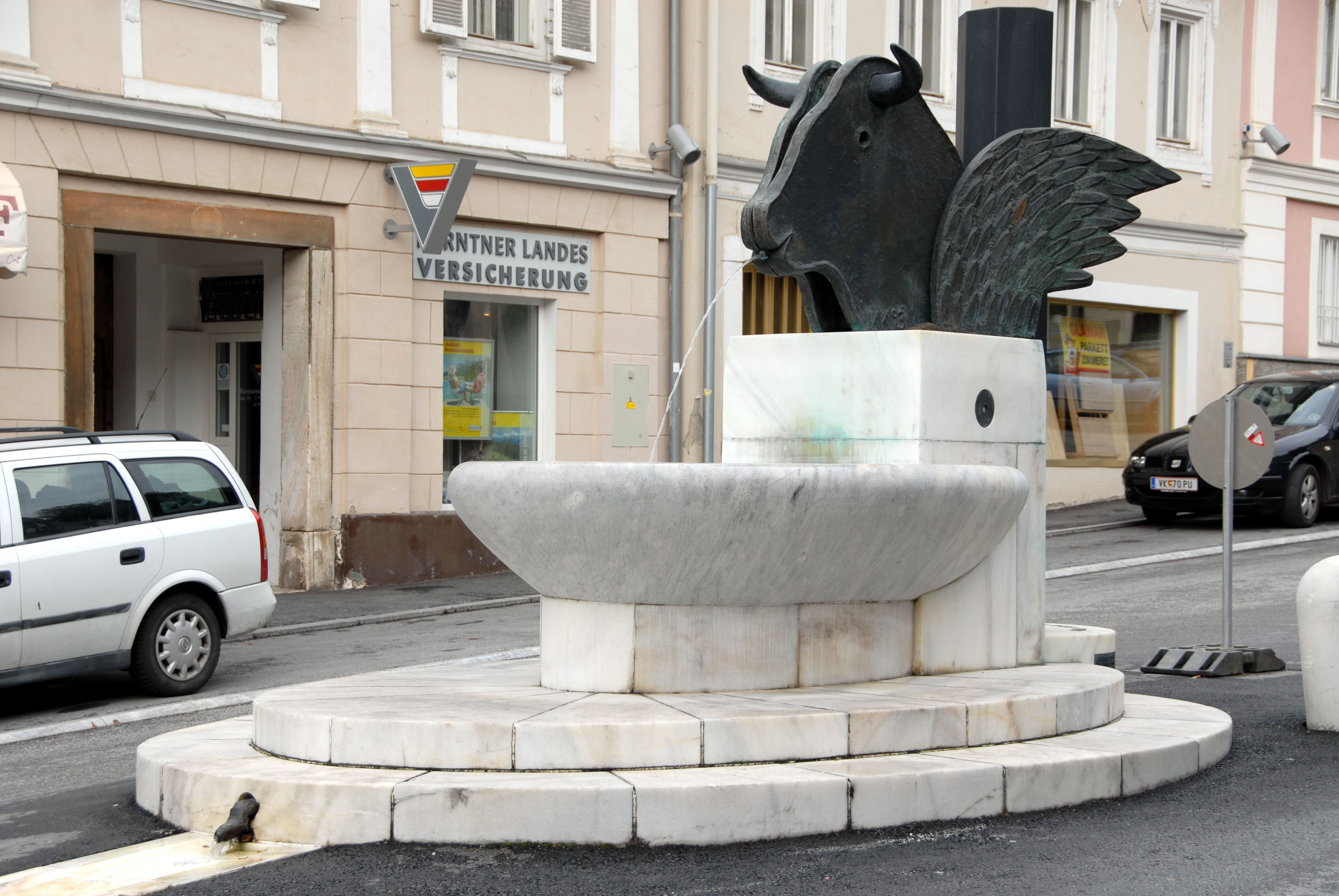
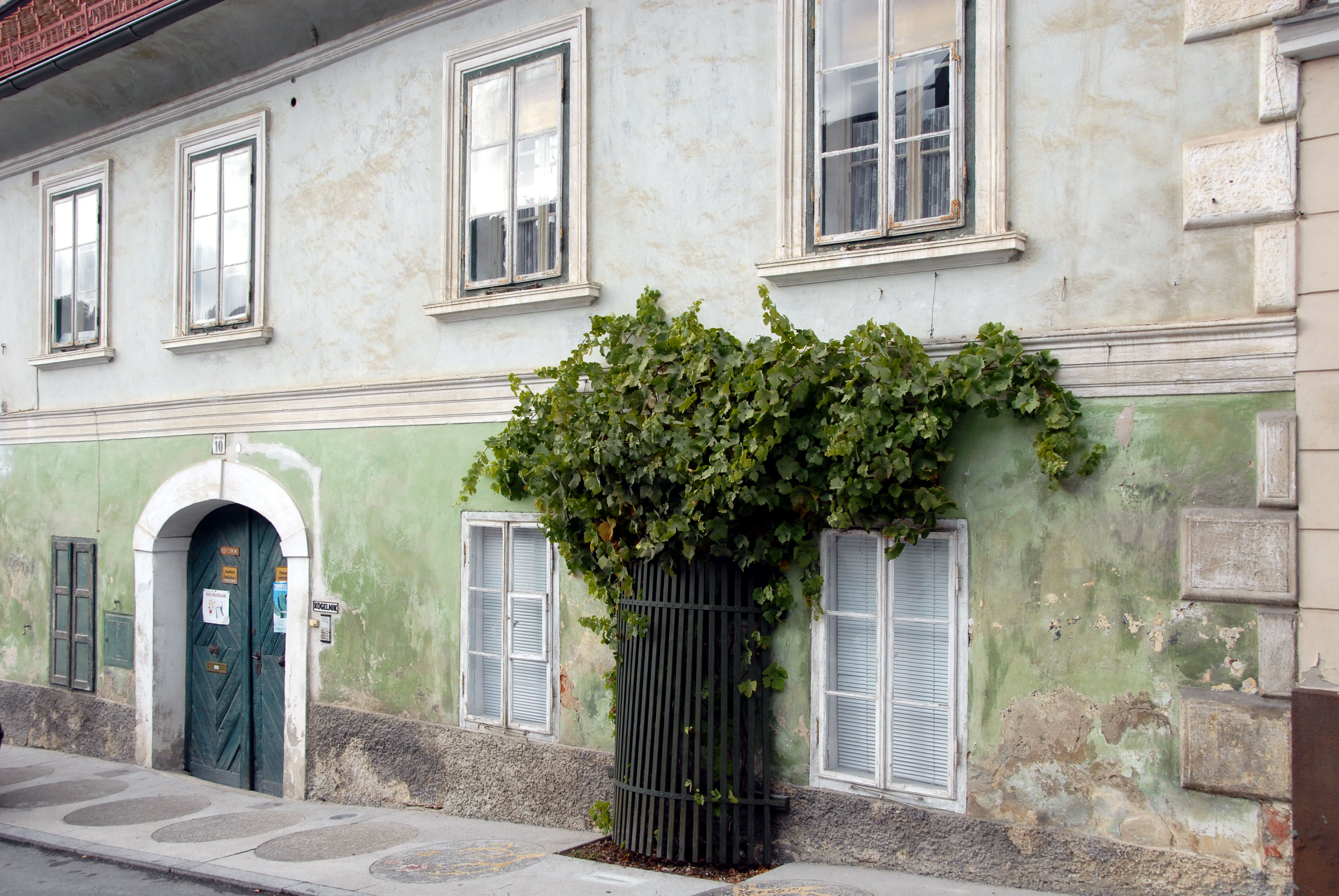
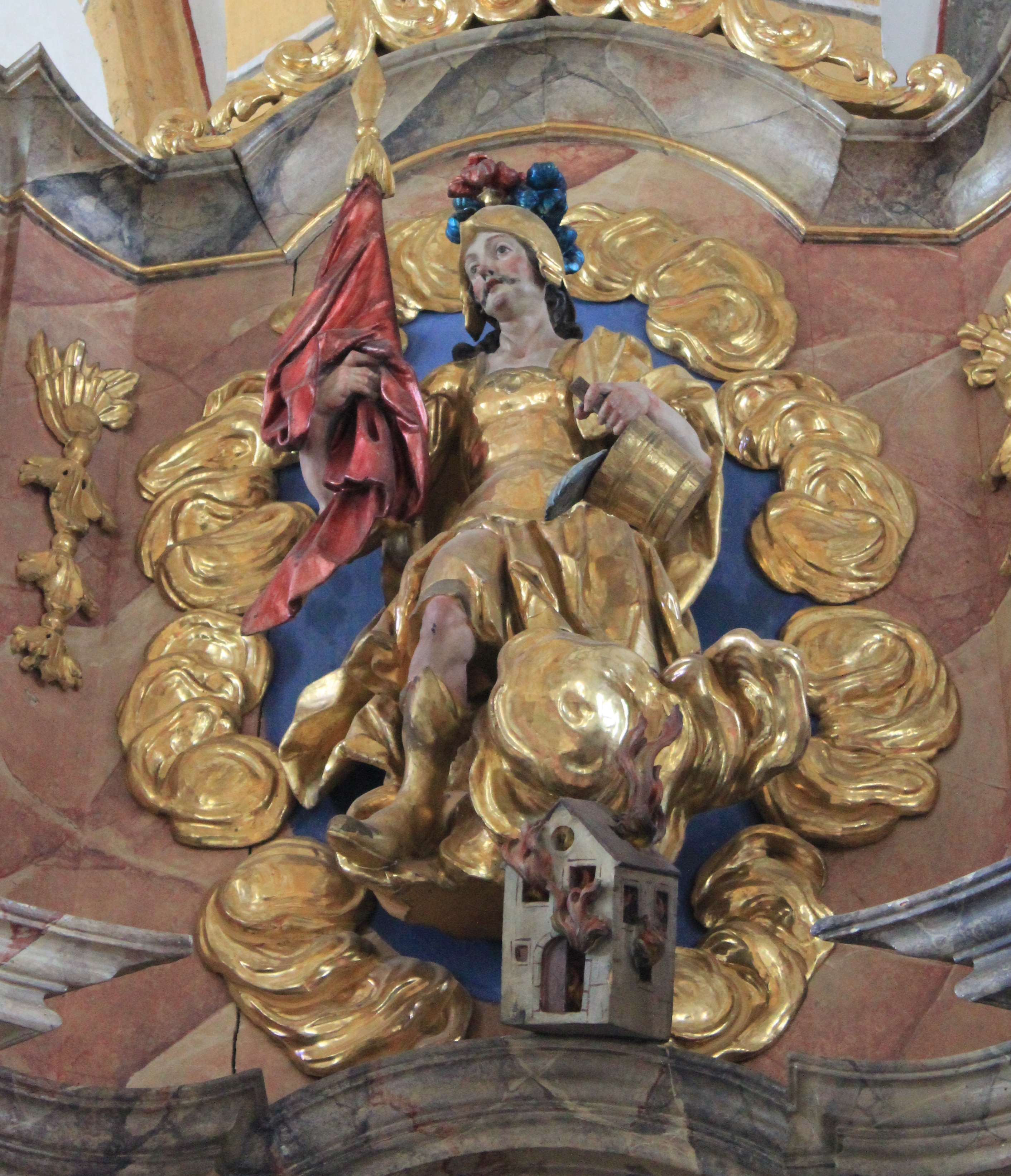
Приходская церковь - боковой алтарь - Санкт-Флориан
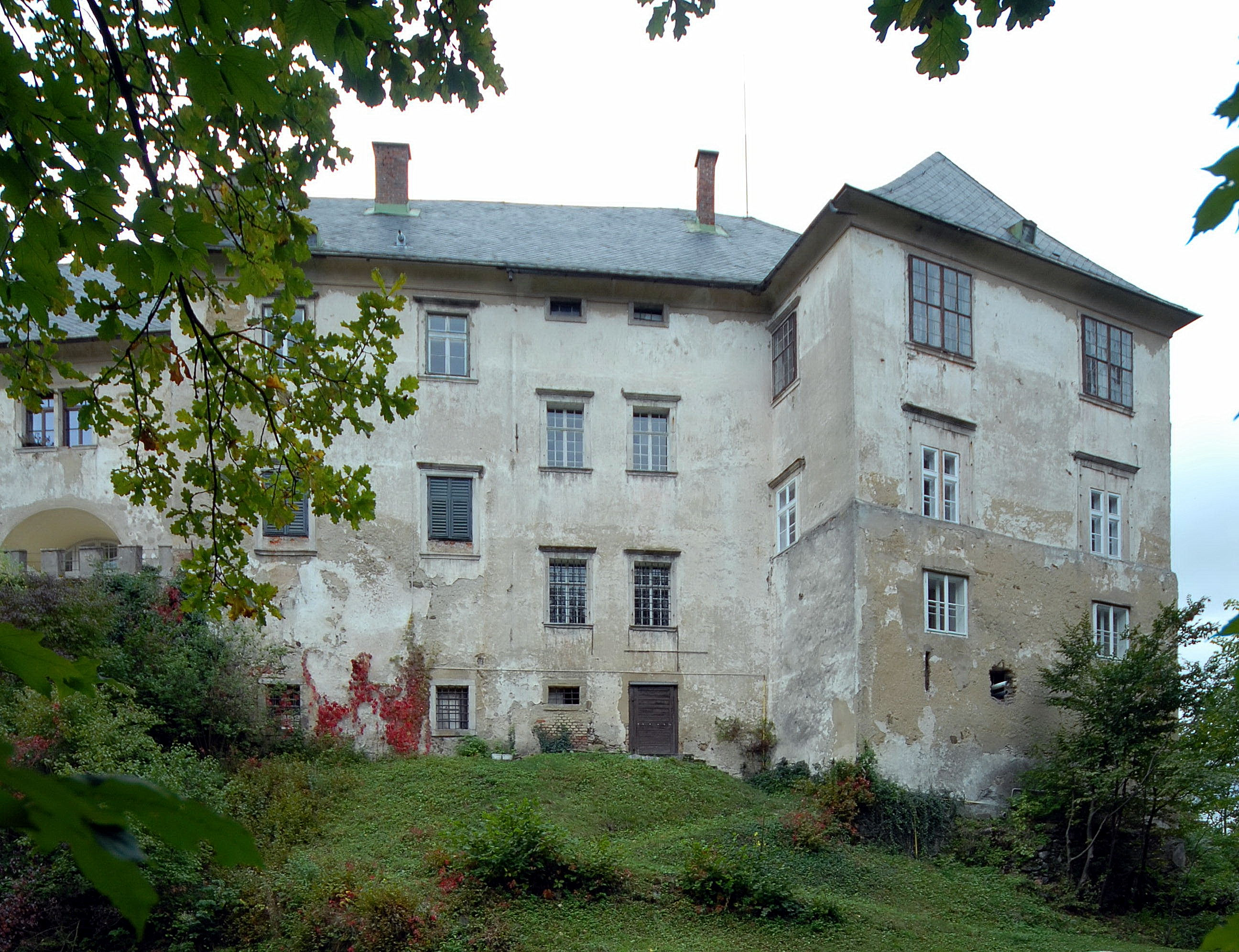
Замок Блайбурга
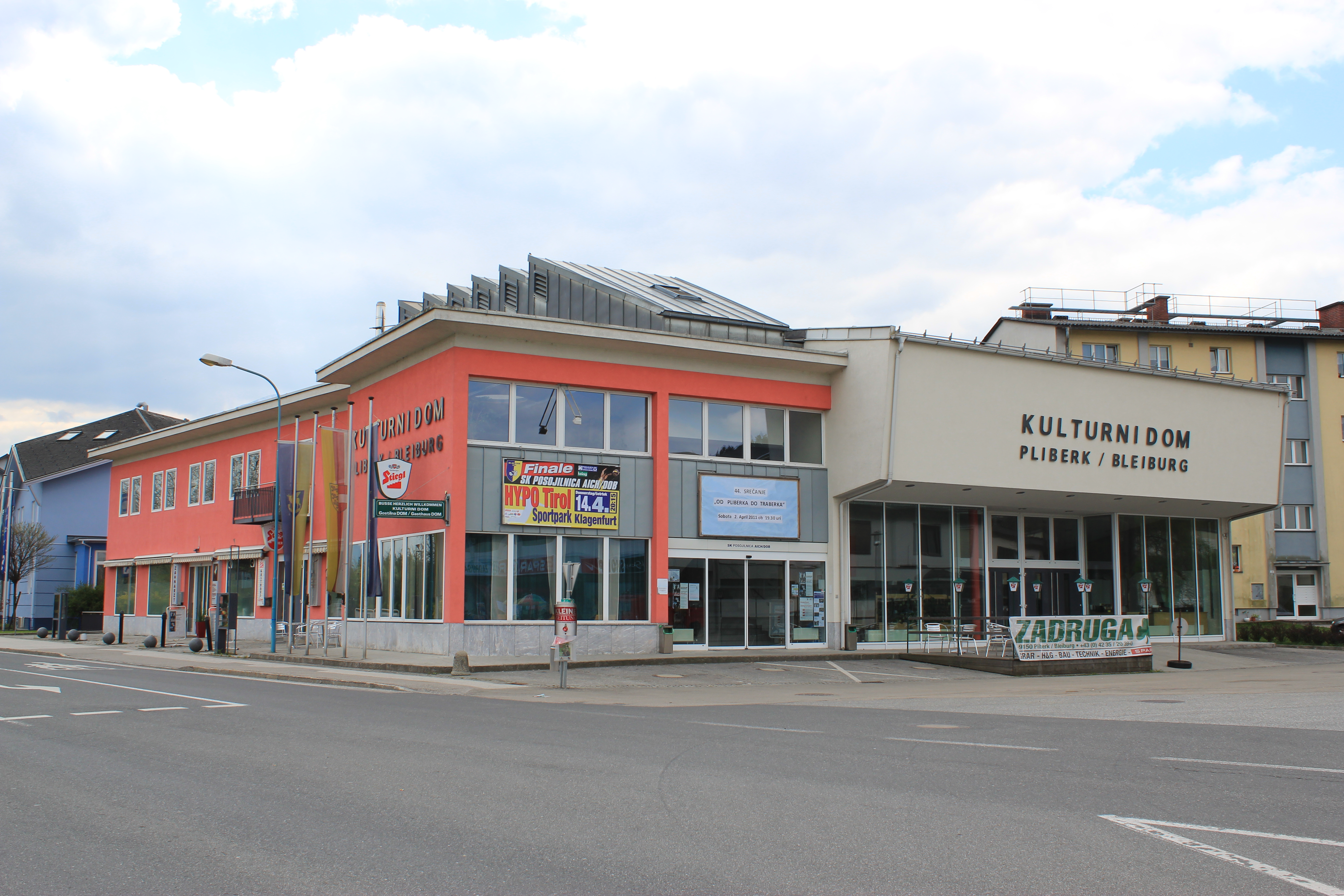
Культурный дом Блайбурга со словенской вывеской (словен. Kulturni Dom Pliberk)

## Политическая ситуация
Бургомистр коммуны — Штефан Физочниг (СДПА) по результатам выборов 2003 года.
Совет представителей коммуны (нем. Gemeinderat) состоит из 23 мест.
- АНП занимает 9 мест.
- СДПА занимает 8 мест.
- Партия Enotna Lista занимает 5 мест.
- АПС занимает 1 место.